# Pszczyna

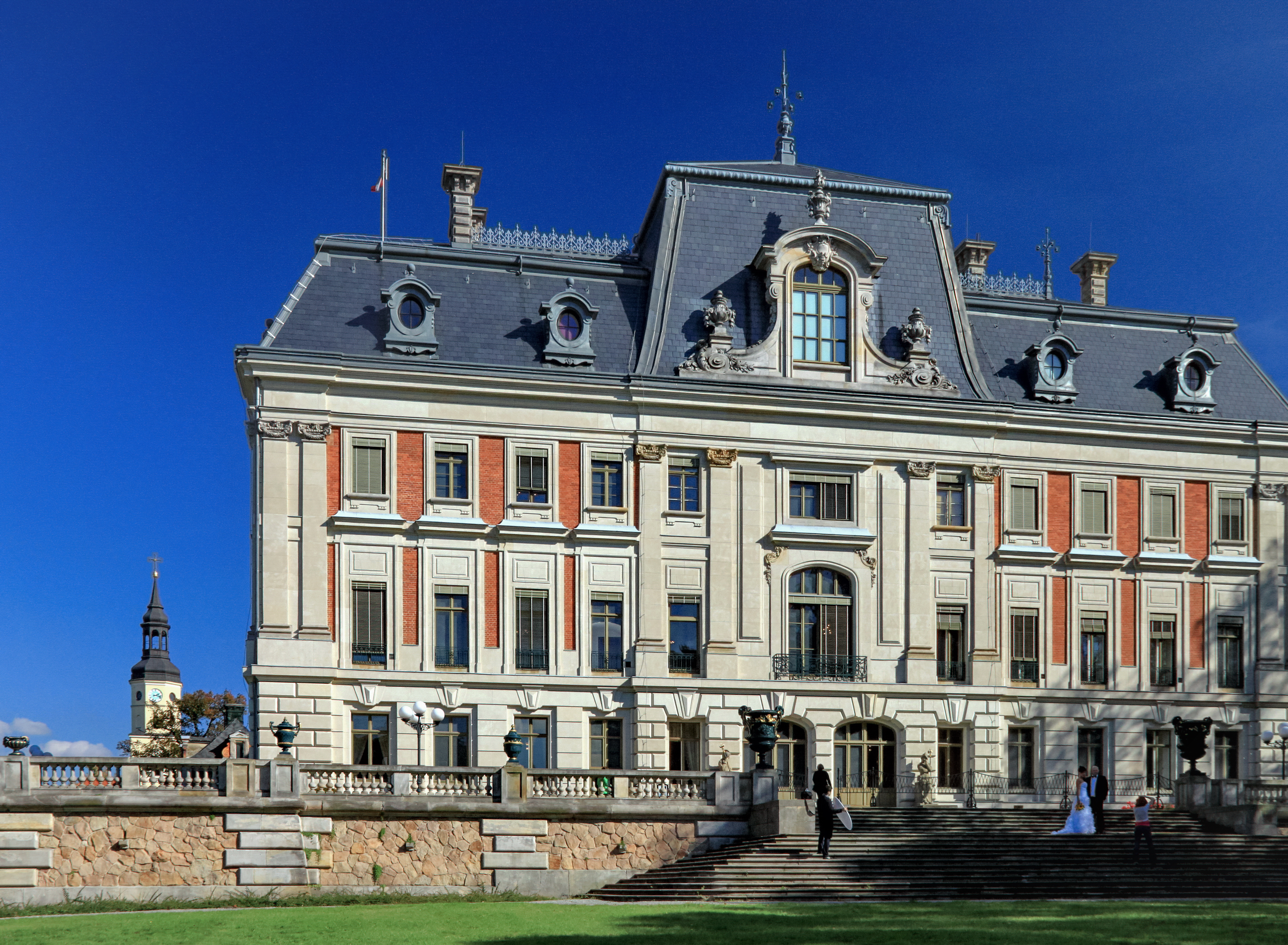
Slot van de familie Hochberg

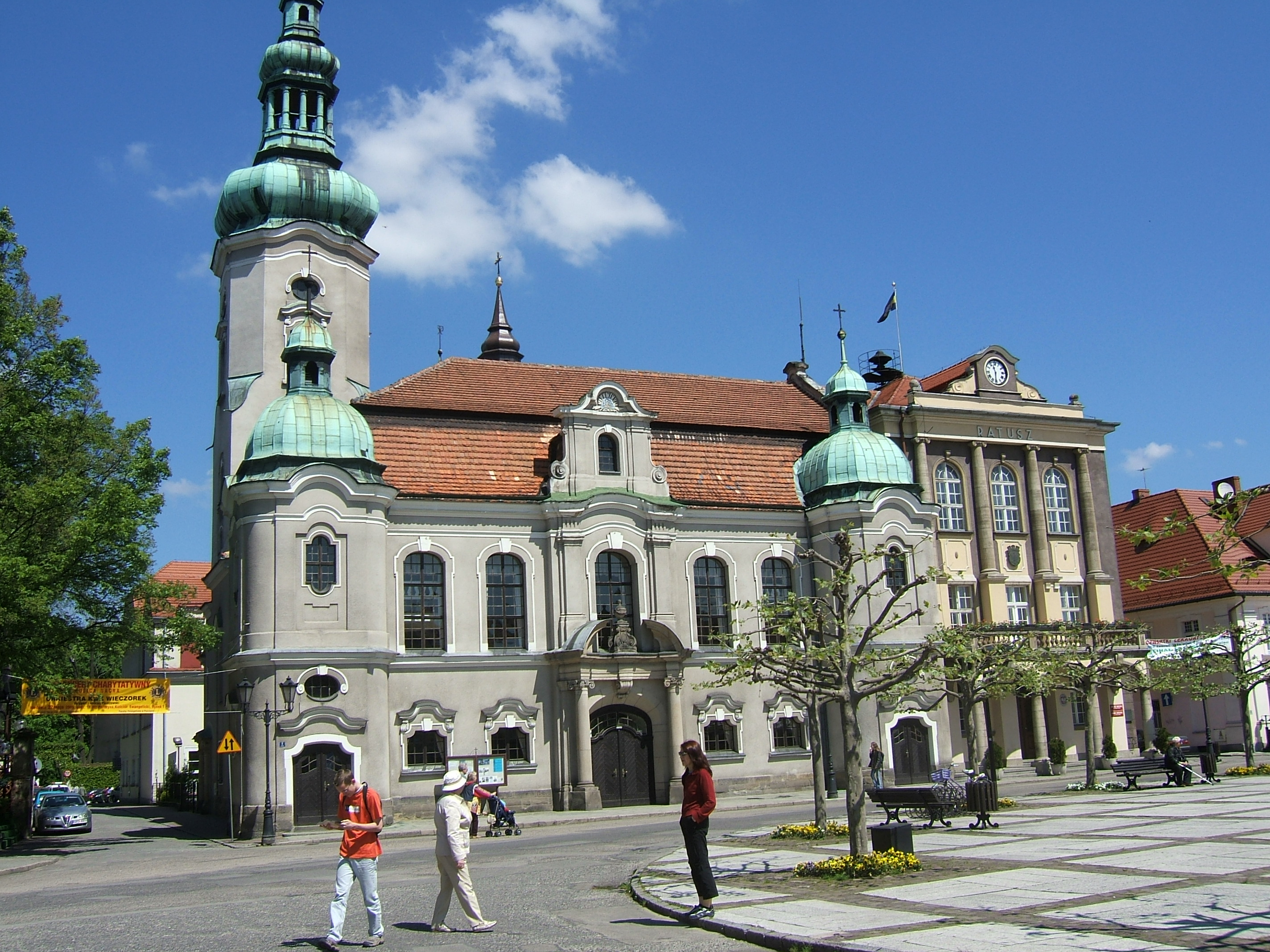
Stadhuis en protestantse kerk

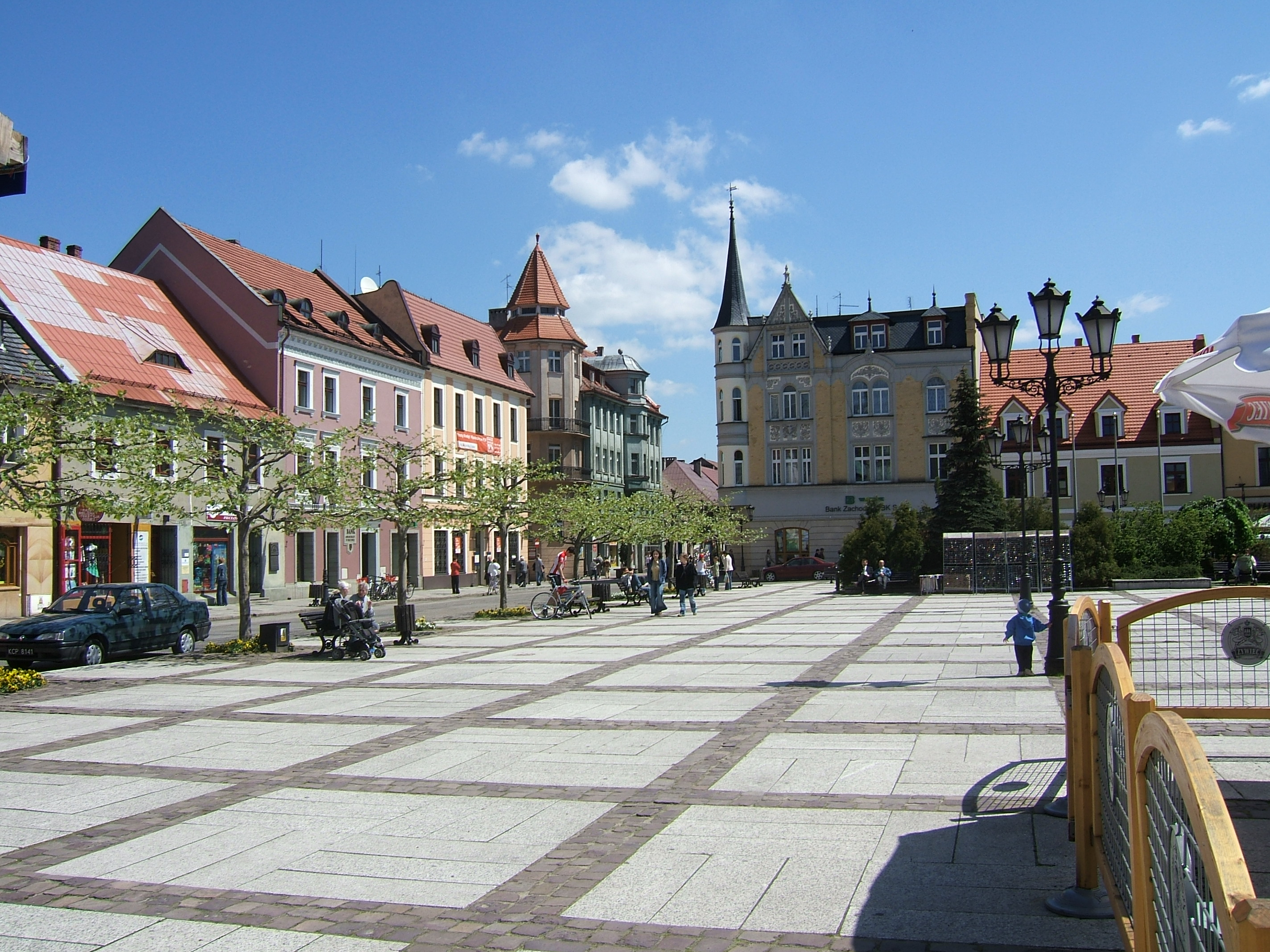
Marktplein

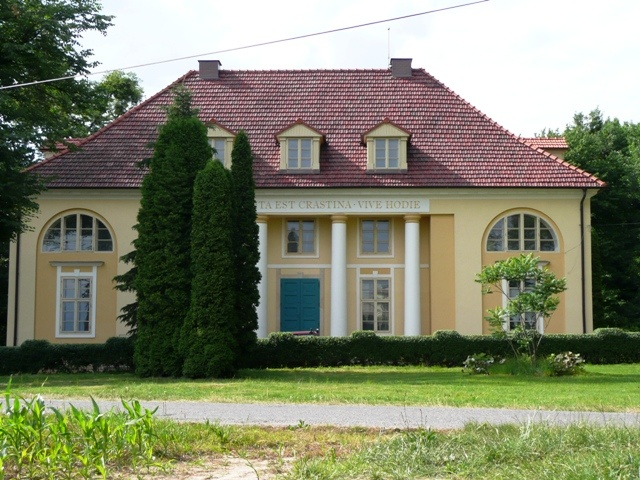
Principe Bażantarnia

Pszczyna (Duits: Pleß) is een stad in het Poolse woiwodschap Silezië, gelegen in de powiat Pszczyński. De oppervlakte bedraagt 21,86 km², het inwonertal 25.611 (2005).

## Verkeer en vervoer
- Station Pszczyna

## Geschiedenis
In het moerasland aan de Pszczynka zou zich al in de 12e eeuw een fortificatie van de Piasten hebben bevonden. Het gebied behoorde tot 1177 tot Klein-Polen, kwam daarna aan het Silezische hertogdom Ratibor en in 1336 aan de Přemysliden. Jan II van Ratibor schonk het gebied in 1404 als lijfrente aan zijn gemalin Helena van Litouwen, zuster van Wladislaus II Jagiello. Het aldus ontstane hertogdom werd door de Piast Casimir van Teschen in 1500 van het Boheemse leenheerschap bevrijd. Sinds 1542 was het gebied in het bezit van de familie Promnitz.
Pleß behoorde sinds het eind van de Eerste Silezische Oorlog (1742) tot Pruisen (provincie Silezië). In 1765 erfde het Huis Anhalt-Köthen het gebied en ontstond de tak Anhalt-Köthen-Pleß. Hendrik van Anhalt-Köthen verkocht Pleß in 1846 aan Hans Heinrich X von Hochberg, die in 1850 tot vorst van Pleß werd verheven. Zijn nakomelingen bleven tot 1939 in bezit van het gebied. Na de Eerste Wereldoorlog moest Duitsland stad en gebied aan Polen afstaan nadat eerst een volksstemming gedaan werd waarbij 74% voor Polen koos. Van 1939 tot 1945 behoorde de stad wederom tot Duitsland, sindsdien behoort Pszczyna weer tot Polen.

## Stadsdelen
Pszczyna is onderverdeeld in twaalf stadsdelen (tussen haakjes de Duitse naam):
| - Brzeźce (Brzestz) - Czarków (Czarkow) - Ćwiklice (Cwiklitz) - Jankowice (Jankowitz) - Łąka (Lonkau) - Piasek (Sandau) | - Poręba (Poremba) - Rudołtowice (Rudoltowitz) - Studzionka (Staude) - Studzienice (Studzienitz) - Wisła Mała (Deutsch Weichsel) - Wisła Wielka (Groß Weichsel) |

## Partnersteden
- Bergisch Gladbach (Duitsland)
- Klein Rönnau (Duitsland)
- Kaštela (Kroatië)

## Geboren in Pszczyna/Pleß
- Ferdinand Frederik (1769-1830), hertog van Anhalt-Köthen
- Hendrik (1778-1847), hertog van Anhalt-Köthen
- August Kiß (1802-1865), beeldhouwer
- Max Friedländer (1829-1872), journalist
- Erich Friderici (1885-1967), Duits generaal
- Johnny Friedlaender (1912-1992), graficus